# Ашанти (государство)
Аша́нти, или Импе́рия Аса́нте (Асантеман), Эджису — африканское государство доколониальной эпохи, появившееся в 1670 году и завоёванное Британской империей в 1902 году. Ашанти включало в себя территории большей части современной Ганы, а также части Берега Слоновой Кости и Того. Столицей государства был город Кумаси. Основным населением проживавшим на его территории были народы ашанти и аканы. Благодаря военной мощи империи, богатству, архитектуре, сложной иерархии и культуре империя Ашанти была тщательно изучена; сохранилось большое количество исторических записей, сделанных европейскими, в первую очередь британскими, авторами.
Начиная с конца XVII века, владыка Осей Туту (ок. 1695—1717) и его советник Окомфо Анокье основали государство Ашанти, единственным объединяющим символом которого был Золотой трон Асанте. Осей Туту руководил масштабной территориальной экспансией Ашанти, наращивая армию путём внедрения новой организации и превращения свою армию в дисциплинированную эффективную боевую машину. В 1701 году армия Ашанти завоевала государство Денкира, предоставив ашанти доступ к Гвинейскому заливу и прибрежной торговле с европейцами на побережье Атлантического океана, особенно с голландцами. Экономика империи Ашанти в основном базировалась на торговле золотом и экспорте сельскохозяйственной продукции, а также работорговле, ремёслах и торговле далеко на севере от своих границ.
Армия служила эффективным инструментом для захвата пленных. Империя Ашанти вела несколько войн с соседними государствами и менее организованными группами, такими как народность фанте. Ашанти отбили вторжения Британской империи в первых двух из четырех войн, убив британского генерала сэра Чарльза Маккарти и сохранив его череп в качестве чаши для питья в золотой оправе в 1824 году. Однако позже британские войска сожгли и разграбили столицу Ашанти Кумаси, и после окончательного поражения Ашанти в пятой войне империя Ашанти стала частью британской колонии Золотой Берег 1 января 1902 года. Сегодня[когда?]

 империя Ашанти существует как защищенное конституцией субнациональное традиционное государство в союзе с Республикой Гана. Нынешним[когда?]

 правителем Ашанти является Осей-Туту II. Империя Ашанти является местом расположением озера Босумтви, единственного природного озера Ганы. Текущие[когда?]

 экономические доходы штата состоят в основном из торговли золотыми слитками, какао, орехами кола и сельского хозяйства.

## Этимология названия

Основная территория расселения народа ашанти (выделена зелёным цветом) и царство Денкира (слева внизу на карте).

Название «асанте» означает «люди, объединившиеся для войны» или также переводится как «из-за войны». Слово происходит от двух слов языка чви ɔsa, означающих «война», и nti, означающих «из-за». Это название происходит от образования Асанте как государства, созданного для борьбы с царством Денкира.
Вариант названия «ашанти» взят из британских отчётов, транскрибирующих «асанте» так, как его произносили британцы, ашанти. Впоследствии перенос был отменён, и название Ашанти осталось, с различными вариантами написания, включая ашанти, распространёнными в начале XX-го века.
Между X и XII веками аканы мигрировали в лесной пояс южной Ганы и основали несколько государств: Ашанти, Бронг-Ахафо, Ассин-Денкира-Фанте и царство Манкессим (современный центральный регион), Акьем-Акваму-Акуапем-Кваху (современный Восточный регион и Большая Аккра) и Аханта-Аовин-Сефви-Васса (современный Западный регион).
У Ашанти была процветающая торговля с другими африканскими государствами благодаря богатству золотом. Ашанти также торговали рабами. В это время торговля рабами была сосредоточена на севере у мусульман. Эти пленники попадали к торговцам народов хауса и манде и обменивались на товары из Северной Африки и различные европейские товары. Когда золотые прииски в Сахеле начали истощаться, царство Ашанти приобрело известность как крупный игрок в торговле золотом. На пике расцвета царства Ашанти народ ашанти разбогател благодаря торговле золотом, добываемым на их территории.

## История

### Основание

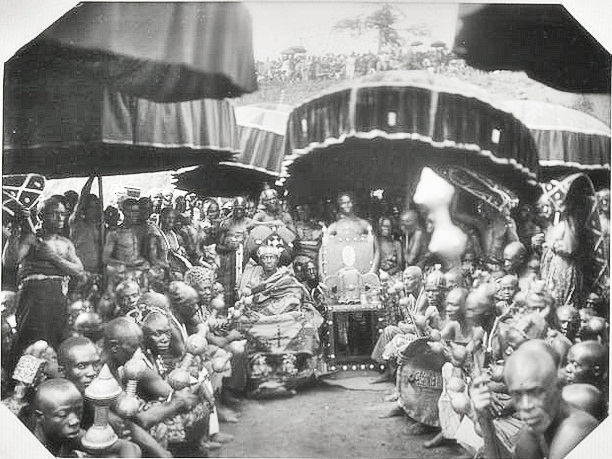
Золотой трон (Сика два) царства Ашанти, 1935 год.

Политическая организация ашанти первоначально была сосредоточена на кланах, возглавляемых верховным вождём или оманхене. Один из этих кланов, ойоко, обосновался в регионе субтропических лесов Ашанти, основав свой центр в Кумаси. Европейские державы установили первые контакты с ашанти на побережье Гвинейского залива в Африке к началу XV века. Это привело к торговле золотом, слоновой костью, рабами и другими товарами с португальцами. Ашанти стали данниками другого аканского государства, Денкиры, но в середине XVII века клан ойоко под руководством вождя Оти Акентена начали объединять кланы Ашанти в свободную конфедерацию против Денкиры. Государство Ашанти появилось как военный союз нескольких территориально-потестарных образований (оманов) после победы народа ашанти над государством Денкира располагавшемся к юго-востоку от них. Традиция закрепляла заслугу основания государства её первому правителю, главе клана ойоко Осею-Туту I (ок. 1670—1717) и его советнику Окомфо Анокье (окомфо — верховный жрец), начавшими консолидацию аканов с помощью дипломатических и военных средств с 1670-х годов.
Создание «золотого трона» (Сика два) было средством централизации при Осей-Туту. Согласно устной традиции, встреча глав всех кланов каждого из поселений ашанти была созвана непосредственно перед провозглашением независимости от Денкиры. Среди них были представители кланов нсуты, мампонга, двабена, бекваи и кокофу. На этой встрече, как гласит легенда, «золотой трон» был спущен с небес на колени Осеи-Туту I верховным жрецом Окомфом Анокье. Окомфо Анокье объявил трон символом нового союза Ашанти (царства Ашанти), и присягнул на верность трону и Осей-Туту как асантехене (царю). Недавно объявленный союз ашанти впоследствии развязал войну против Денкиры и победил его, а ключевым событием стала победа в битве при Фейясе в 1701 году. Трон остаётся священным для ашанти, поскольку считается, что в нём содержится дух сунсум или душа народа ашанти.
В последующем Осей-Туту I, понимая хрупкость объединения аканских государств, усилил процессы централизации, превратившие свободную конфедерацию небольших городов-государств в империю с экспансионистскими амбициями. Используя силу оружия и искусную дипломатию, этот дуэт побудил лидеров других городов-государств народа аканы подчиниться Ашанти. Осей-Туту также расширил полномочия судебной системы в рамках централизованного правительства. Недавно завоеванные области имели возможность присоединиться к империи или стать государствами-данниками.
Впрочем, британский консул Жозеф Дюпюи утверждал, что небольшая, но мощная в военном плане, способная вооружить 60 тысяч воинов луками и даже отчасти мушкетами, монархия Ашанти существовала уже к 1640 году. В этот период происходило массовое переселение и военная экспансия аканских групп под началом кваманхене Оти Акентена (ок. 1631—1662 гг.) в регион Кваман, который позднее и стал известен как страна Ашанти.

### Расширение границ

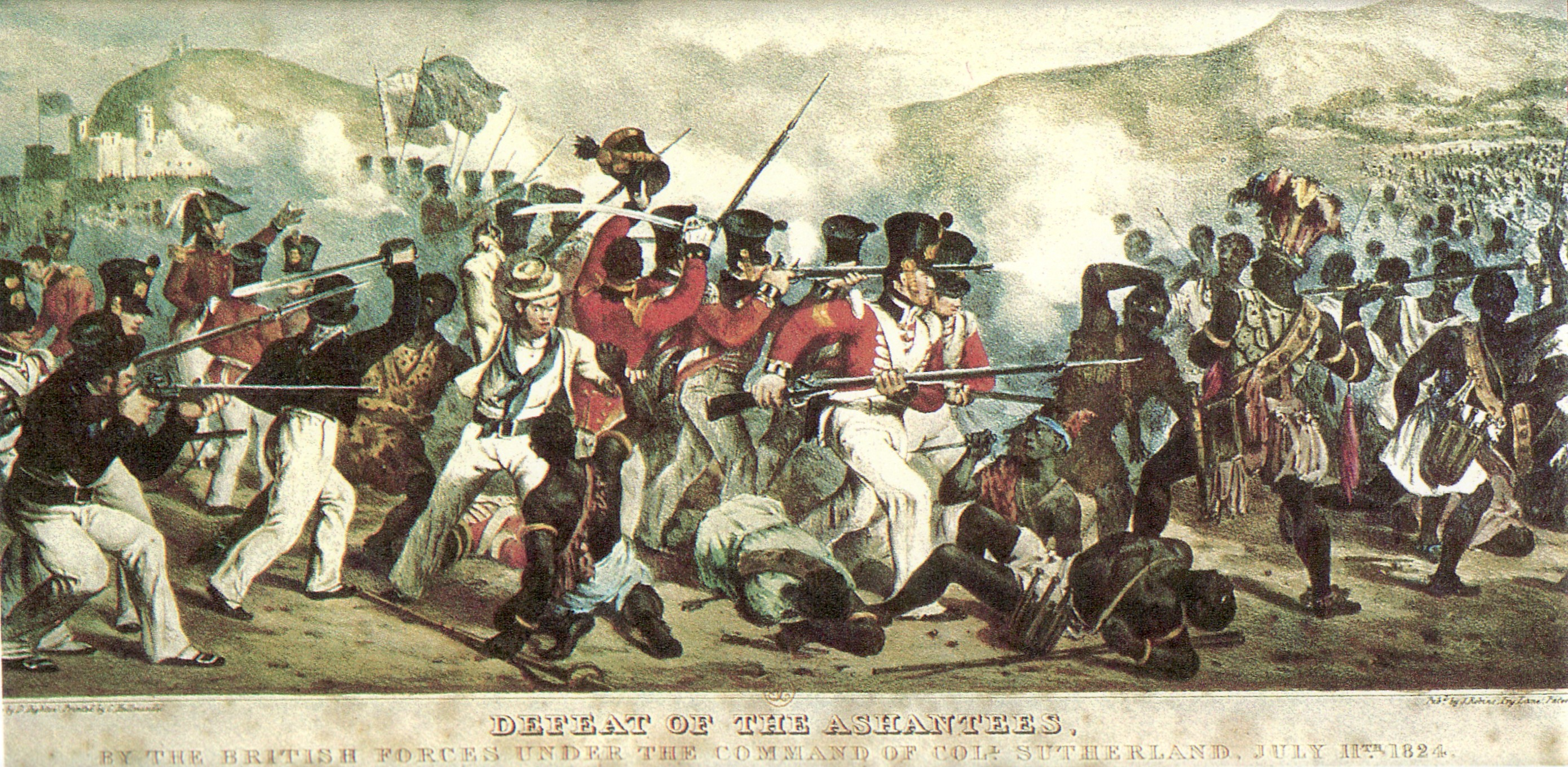
Схватка ашантийских войск с британским корпусом под командованием полковника Сазерленда, 11 июля 1824 года.

Практически в течение всего XVIII века Федерация Ашанти боролась с соседями за контроль над торговым и путями на юг, к побережью Гвинейского залива (с победой над Денчьира ашантийцы получили права на монопольную торговлю с голландским фортом Эльмина), и на север в страны Западного Судана. Так, в 1752 году войска Дагомеи, включавшие знаменитых «дагомейских амазонок», нанесли ашантийцам поражение.
После гибели Осея-Туту I в войне против Ачем его политику военно-политической экспансии продолжил Опоку-Варе I (1720—1745 гг.) по прозвищу катачие (храбрец), который расширил границы государства, охватив большую часть территории современной Ганы, и 2—3 миллиона человек населения. Осей-Коджо (1764—1777) начал масштабные реформы, направленные на централизацию Ашанти и создание назначаемой бюрократии (служилой знати, или асомфо, в противовес родоплеменной). Его преобразования продолжили преемники, асантехене Осей-Кваме (1777—1798) и Осей-Бонсу (Осей-Туту Кваме Асиба; 1800—1823).
В правление последнего ашантийскую столицу Кумаси посетил английский путешественник Томас Эдуард Боудич, который провёл здесь несколько месяцев и высоко отозвался о местном государстве в написанной по итогам книге «Миссия от замка Кейп-Кост до Ашанти», оспорив господствующие предубеждения об африканцах, хотя ему тогда не поверили. 23 марта 1820 года в Ашанти прибыл первый британский консул Джозеф Дюпуи, который установил дипломатические отношения с государством, что отказался подтверждать губернатор новой британской колонии Золотой Берег Хоуп Смит.
В 1824 году на престол вступил брат царя Осей-Акото, затем в 1834 году Осей-Кваку Дуа I и в 1867 году Кофи Карикари, внук Осей-Бонсу.

### Войны с британцами
К началу XIX века Конфедерация Ашанти превратилась в мощную державу, под контролем которой находились земли. Опираясь на сильное войско, правители Ашанти добивались подчинения им территорий, населённых близкородственными им племенами, и ликвидации племенной раздробленности.

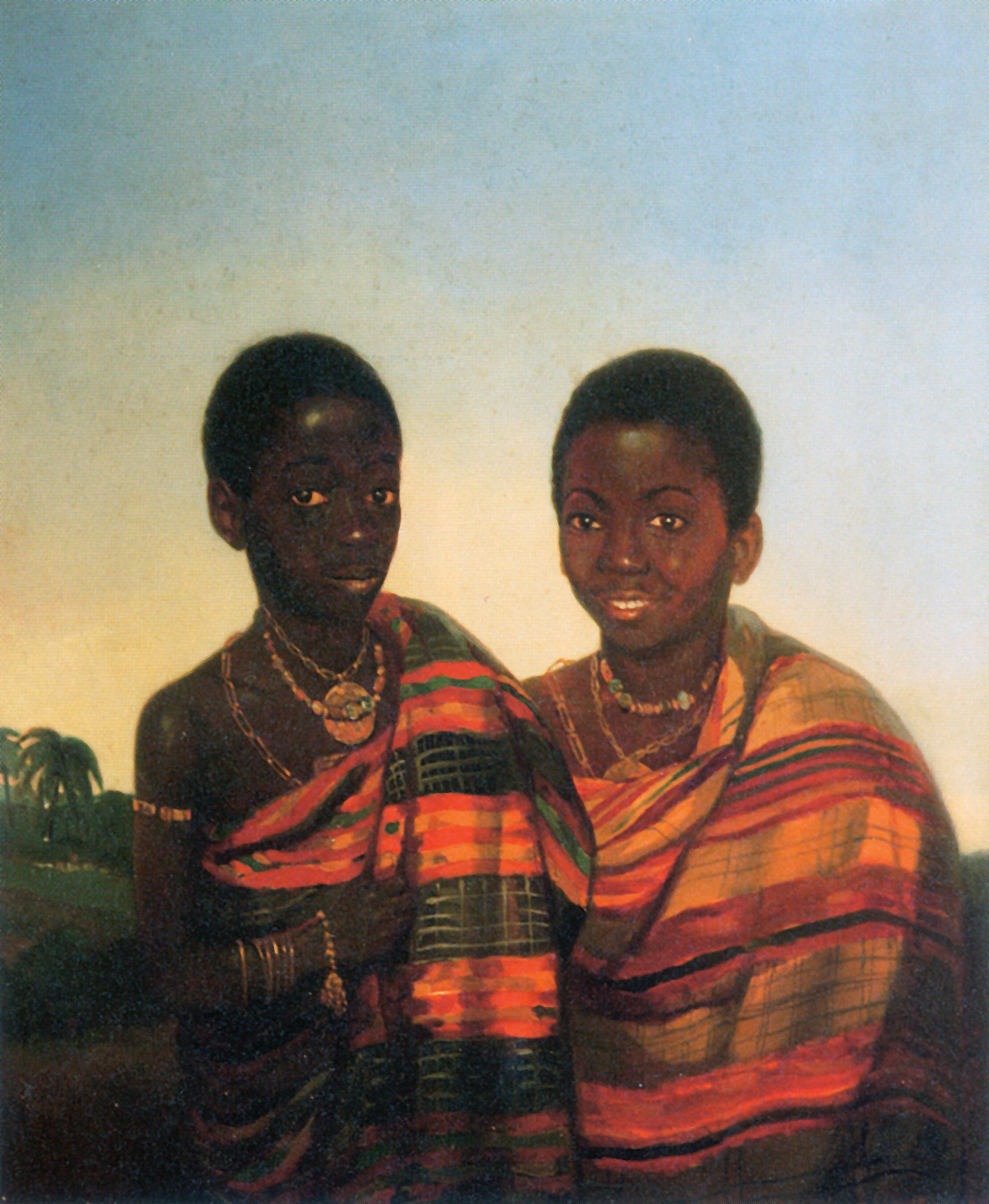
Принцы Кваси Боакье и Кваме Поку, ок. 1840 года

Осуществлению этой их политики помешали колониалистские действия Англии (использовавшей также народы фанти, га и других своих союзников на побережье), вылившиеся в 7 англо-ашантийских войн. Первые 5 войн закончились победой ашанти (1806, 1811, 1814—1815, 1823—1826 и 1863 гг.). Великобритания вынуждена была признать независимость Ашанти.
Однако уже после первой войны британцам было разрешено остаться на побережье в своих фортах за уплату дани. В результате 4-й англо-ашантийской войны по заключённому генерал-губернатором Мак-Картом в Кейп-Косте договору 1831 года была определена южная граница между Ашанти и английскими колониальными владениями, включившими 12 маленьких государств. В их числе от Конфедерации отпали Деньчира (1823), фантийские оманы (1826), а также другие зависимые территории, а рост влияния ашантийской столицы Кумаси подпитывал сепаратистские настроения среди аманто. При этом британцы продолжали политику колониальной экспансии на Золотом Берегу, однако их попытки проникнуть вглубь Ашанти на данном этапе не увенчивались успехом.
После этого на длительное время установился мир, и англичане из экономии сократили гарнизон в созданной ими колонии Золотой берег, так что к 1873 году для защиты своих владений они располагали всего 160 солдатами. Британцы приобрели в 1871 году Нидерландскую Гвинею, однако преданное голландцам население Эльмины не хотело подчиниться новым хозяевам, и правитель Ашанти нашел, что наступило благоприятное время для восстановления могущества своей державы.
Во время шестой войны (1873—1874 гг.) англичане проникли вглубь страны, столица Ашанти была сожжена и разграблена. Все военные укрепления и дворец асантехене были взорваны, но удержаться в Кумаси англичанам не удалось. Формально ашантийцы сохранили свою независимость. Однако по договору они должны были выплатить Великобритании 50 тыс. унций золота и отказаться от притязаний на Эльмину (поводом к войне послужило нежелание англичан платить ашантийцам за право торговать и иметь поселение в Эльмине, которую они купили у голландцев в 1872 году). С потерей последнего подконтрольного порта Эльмины в 1872 году ашантийцы утратили монополию торговли с европейцами во внутренних районах Золотого Берега. Англичанам разрешалась свободная торговля на территории страны, в Кумаси был направлен чиновник, чтобы контролировать соблюдение всех условий договора.

### Подчинение Британской империи

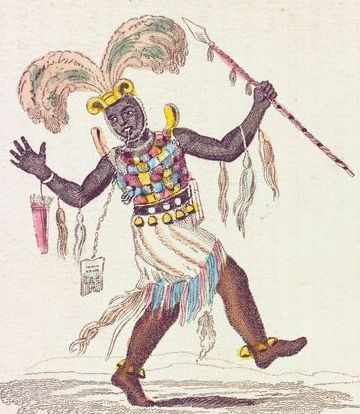
Военачальник Ашанти в боевом облачении, рисунок около 1819 года.

В феврале 1873 года три ашантийские армии перешли через реку Пра, и к ним присоединились силы Эльмины, а в июне того же года 12-тысячные силы Ашанти разбили армию Фанти и напали на Комменду. В октябре 1873 года Англия послала против Ашанти сэра Гарнета Вулзли с 2500 британских военных, а также вспомогательными силами из африканцев и вест-индийцев («Первую экспедицию Ашанти»).
Проведя удачные битвы при Эсамане, Абракрампе, Амоафуле, Бекве, Ордахсу, 4 февраля 1874 года британцы вступили в Кумаси, оставленный монархом и большинством жителей. Город был сожжён, а дворец — взорван, после чего британское войско, совершенно истратившее снаряды, вынуждено было отступить к Агимаму, однако ашантийский царь, встревоженный переходом через Пра туземного войска под началом капитана Гловера, прислал гонца с предложением уплаты 50 тысяч унций золота, отказа от претензий на Эльмину и прочих бывших голландских подопечных, а также от дани, получаемой от английских союзников.
13 февраля на тяжёлых для Ашанти условиях был заключён мирный договор в Фомене с выплатой британскому главнокомандующему контрибуции. Немецкие и швейцарские миссионеры, находившиеся в ашантийском плену с 1869 года, были выпущены еще в январе.
Поражение в шестой войне фактически ознаменовало конец самостоятельного развития ашантийцев. Конфедерация стала разваливаться, многие оманы объявили о своей независимости от Кумаси, начался период дезинтеграции и упадка. Все зависимые от Ашанти племена перешли под покровительство британцев, в 1875 году ликвидировавших протекторат и подчинивших всю страну, со включением Лагоса, колонии Золотого берега. Проигравший войну асантехене Кофи Карикари (1867—1874) был смещён и заменён на его младшего брата Менсу Бонсу (1874—1883), но это не смогло остановить распад страны.

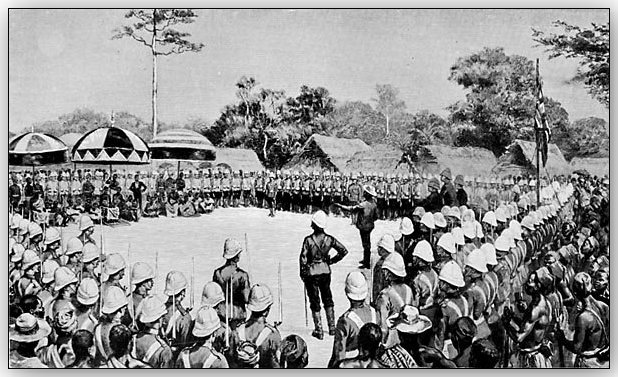
Капитуляция ашантихене перед британцами, 1896 год.

В результате седьмой, и последней, войны 1895—1896 гг. Англия нанесла Ашанти полное поражение, оккупировала её территорию и заключила договоры о протекторате с отдельными племенами, входившими в Федерацию Ашанти, после чего Федерация прекратила своё существование.
Накануне войны ашантийцы были готовы предложить британцам существенные уступки, однако те уже избрали силовое решение и снарядили военную экспедицию («Вторую экспедицию Ашанти»), оправдывая её борьбой с работорговлей и человеческими жертвоприношениями. Полковник Фрэнсис Скотт наступал с основным экспедиционным корпусом британских и вест-индийских солдат, пулемётами Максима и артиллерией, а майор Роберт Баден-Пауэлл — с силами из числа местных африканских племён.
Хотя ашантихене Премпе I приказал не чинить сопротивления захватчикам, однако те несли значимые потери из-за болезней. Поскольку правитель не смог (или не захотел) заплатить англичанам 50 тысяч унций золота, он был смещён, арестован и сослан на Сейшельские острова.

### Восстание и ликвидация независимости

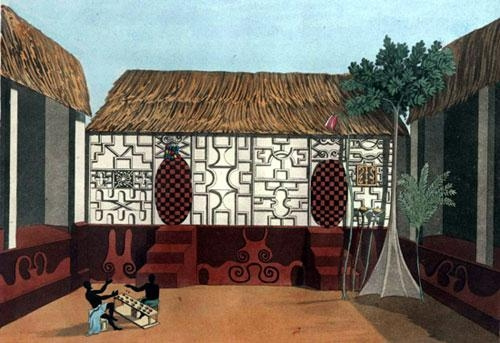
Зарисовка ашантийской архитектуры Томасом Эдуардом Боудичем

В 1900 году ашанти во главе с королевой-матерью Яаа Асантева предприняли последнюю попытку отстоять свою независимость — Войну Золотого Трона (иногда называемую восьмой англо-ашантийской войной). Катализатором для восстания послужила попытка захвата английским генерал-губернатором Золотого Берега лордом Ходжсоном Золотого Трона Ашанти, являющегося местным символом власти и независимости, и жестокости по отношению к детям местных жителей, совершённые британскими войсками. Яаа Асантева мобилизовала войска племён ашанти и в течение трёх месяцев осаждала британскую миссию в форте в Кумаси. Однако затем Ходжсон направил порядка 1400 солдат на подавление восстания. Яаа Асантева и 15 её ближайших соратников были схвачены и высланы на те же Сейшельские острова, что и сосланные ранее прочие ашантийские лидеры.
После подавления этого восстания англичане инкорпорировали в 1901 году всю территорию Ашанти в колонию Золотой Берег. Таким образом, 1 января 1902 года англичанам наконец удалось сделать то, что армия Ашанти не позволяла сделать им в течение почти столетия — империя Ашанти стала колонией британской короны. Яаа Асантева умерла в изгнании в 1921 году.
С переходом Англии в колониях к политике «косвенного управления», англичане вернули в конце 1924 года высланных на Сейшелы в 1896 году ашантихене Премпе I и остальных оставшихся в живых ашанти. Премпе I добился того, чтобы тело Яаа Асантева и других ашанти, умерших в изгнании, были перезахоронены с царскими почестями. В 1926 году он был провозглашён оманхене (правителем) города и области Кумаси.
В 1935 году Англией была формально восстановлена Федерация Ашанти, и наследник Премпе I — Премпе II был провозглашён ашантихене. Однако фактическая власть в стране принадлежала английскому губернатору Золотого Берега. После провозглашения независимости Ганы, первой независимой африканской страны южнее Сахары, в 1957 году территория Ашанти по конституции получила статус области с сохранением некоторых атрибутов монархии.

## Строй

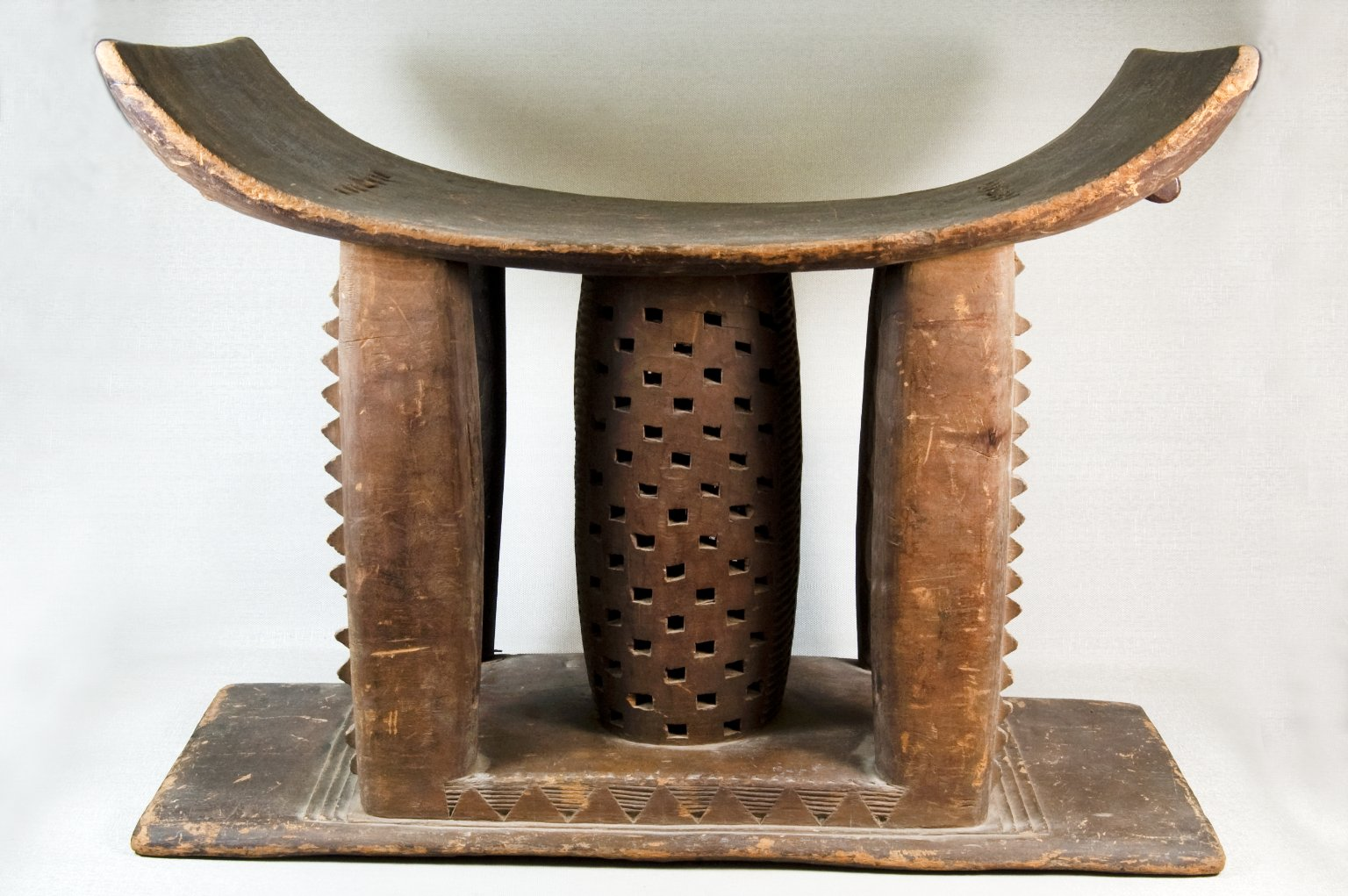
Аканский трон — символ государства Ашанти

В экономике страны большое место занимали земледелие и домашние промыслы — резьба по дереву, ткачество, гончарный, обработка металлов и другие. Широко велась работорговля и торговля золотом. Регион вёл оживлённую транссахарскую торговлю с Европой уже в средневековье, свидетельством чему может служить бронзовый кувшин, изготовленный в Англии в правление Ричарда II (1377—1399) и обнаруженный в Ашанти в 1896 году (ныне хранится в Британском музее, Лондон), хотя каким образом он оказался в Западной Африке, остаётся загадкой.
Во главе государства стоял верховный вождь — ашантихене (асантехене), резиденцией которого был город Кумаси, — а также его соправительница (ашантехема, «королева-мать») и совет старейшин, в который входили вожди оманов (оманхене) и военные вожди (ашафохене). Отдельными же областями управляли местные вожди — оманхене.
Структура конфедерации включала собственно ашантийские вождества-оманы (аманто, число которых колебалось от 8 до 12) и столичный округ Кумаси, а с 1740-х годов — две категории зависимых вождеств: протектораты (амансин) и данники (амантеасе). Последние находились в сфере влияния Ашанти и, в отличие от аманто и амансин, включали и неаканские оманы — например, Дагомба и Конкомба.
Основными компонентами структуры самого омана являлись позднепервобытные общины (акура), большие семьи (фиефо), матрилинейные роды (абусуа), патрилинейные группировки (нторо) и подразделения военной организации (асафо). Возникло деление на знать, свободных общинников и рабов.
Рабство было исторической традицией в Империи Ашанти, рабами, как правило, становились лица, захваченные в плен во времени войн. Само рабство оставалось патриархальным: рабы иногда могли владеть другими рабами, а также могли потребовать нового хозяина, если чувствовали, что с ними жестоко обращаются. Статус рабов был дифференцирован: некоторые рабы могли приобрести богатство и вступать в брак с членами семьи хозяина, другие же могли быть принесены в жертву на погребальных церемониях (считалось, что они будут следовать за их господами в загробной жизни).

## В искусстве
В повести Булгарина «Правдоподобные небылицы» (1824) упомянут представитель Ашантийской империи, которая в будущем (2824 год) достигнет необычайного могущества.